# La maschera di ferro (film 1939)
La maschera di ferro (The Man in the Iron Mask) è un film del 1939, diretto da James Whale.
Tratto dal romanzo Il visconte di Bragelonne di Dumas, che aveva già ispirato nel 1929 un film omonimo. Questo è il primo film dove appare l'attore Peter Cushing.

## Trama
Il re di Francia Luigi XIII ha due figli gemelli. La ragione di Stato gli impone di rinunciare a uno dei due, che viene affidato alle cure del moschettiere D'Artagnan. Il piccolo Filippo viene così tenuto segreto e cresciuto nel feudo che suo padre gli ha donato. In occasione della successione al trono, mentre il Delfino di Francia si prepara a diventare re, Filippo viene fatto arrestare e, imprigionato in una cella segreta, gli viene imposta una maschera di ferro per nasconderne completamente il volto. D'Artagnan e i tre moschettieri cercheranno di liberarlo.